# Galerie de Montpensier

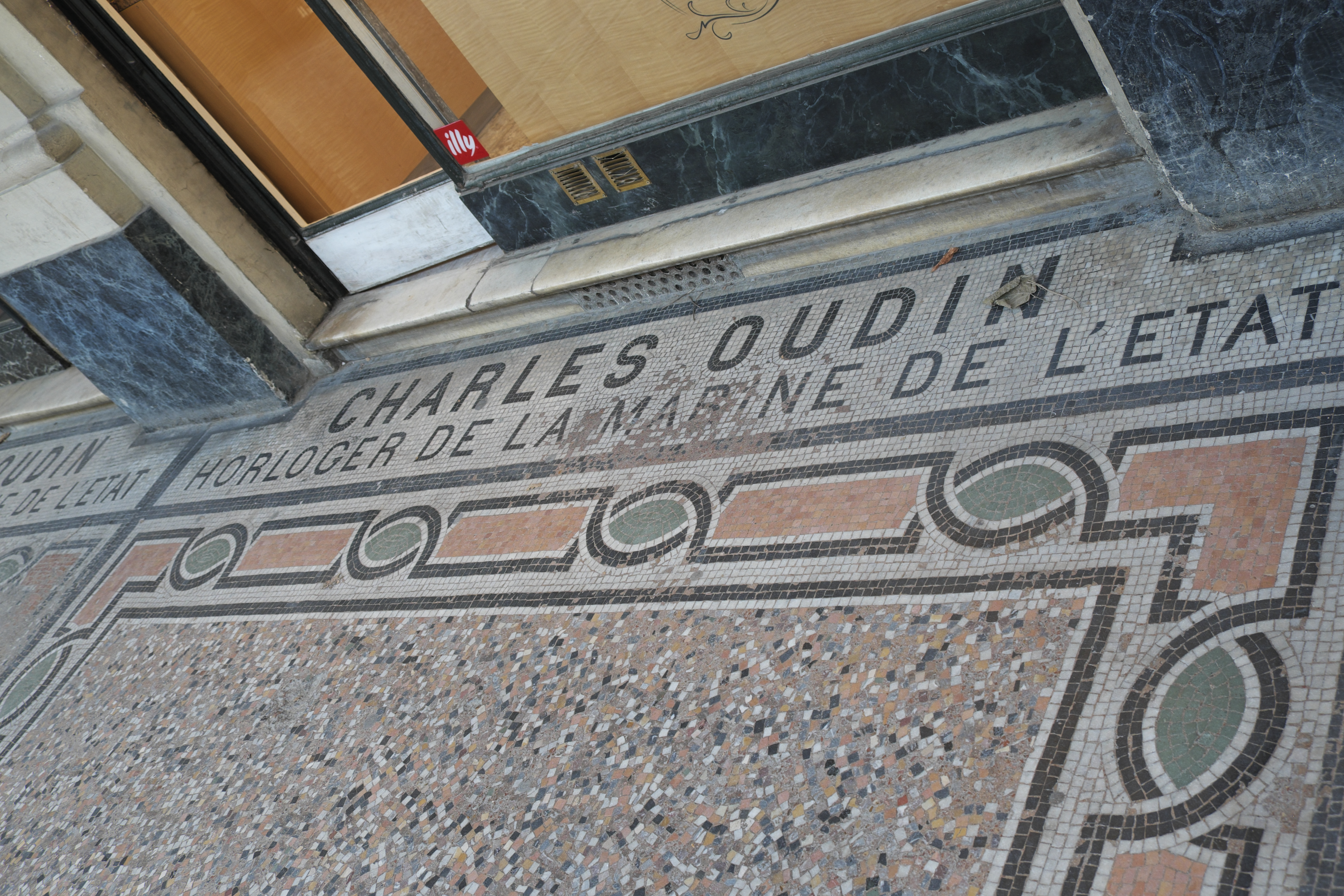
Mosaïque de la maison Charles Oudin.

La galerie de Montpensier est une voie du 1er arrondissement de Paris, en France.

## Situation et accès
Elle est l'une des galeries sous arcades située à l'intérieur du Palais-Royal et qui longe le côté ouest de son jardin. Elle débute au péristyle de Montpensier et se termine au péristyle de Joinville.
Un passage permet de rejoindre la rue de Montpensier qui lui est parallèle, entre les nos 24 et 25 de ladite rue.

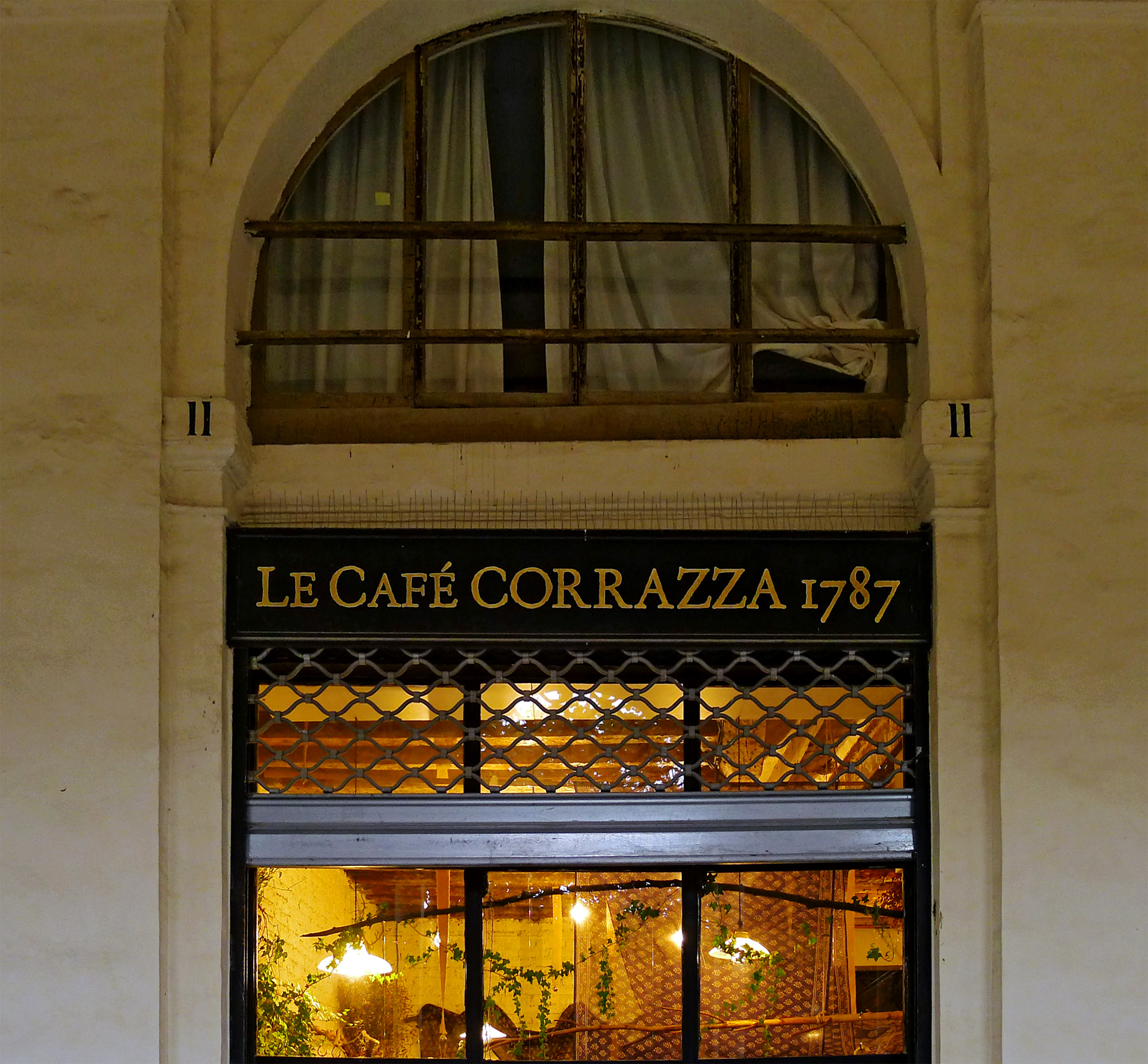
Le café Corrazza de la galerie de Montpensier, ouvert en 1787.
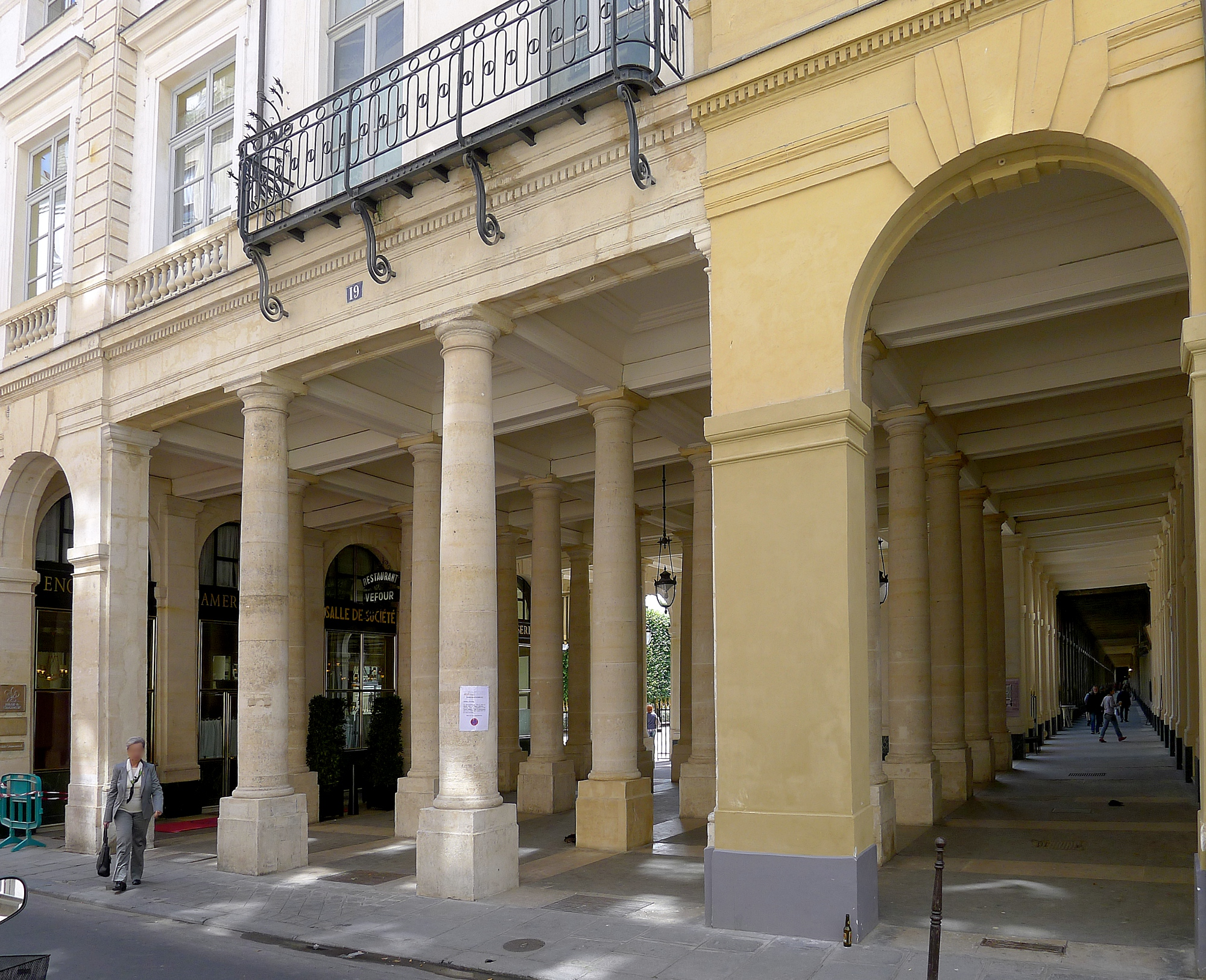
Péristyle de Joinville vu de la rue de Beaujolais.

## Origine du nom
Elle tient son nom du voisinage de la rue de Montpensier qui doit son nom à Louis Antoine Philippe d'Orléans duc de Montpensier (1775-1807), frère de Louis-Philippe Ier, roi des Français.

## Historique
Cette voie comprise dans le Palais-Royal porta  à l'origine le nom « galerie Montpensier » avant de prendre celui de « galerie des Combats » en 1840 pour reprendre sa dénomination initiale.

## Bâtiments remarquables et lieux de mémoire
- Sous la Révolution, le Café Corazza a abrité la Société des amis de la Constitution, avant qu'elle ne rejoigne le couvent des Jacobins. Au sous-sol se trouvait une salle de bal, qui portait le nom de « Pince-Cul »[1].
- Le Café de Foy ouvre aux nos 57 à 60 de la galerie, en 1784, et restera à cette adresse jusqu'à sa fermeture en 1863[2].
- En 1845, Charles Oudin aux nos 51 et 52.
- Alfred Hamel fonde sa maison Alfred Hamel, joaillerie, bijouterie, orfèvrerie et horlogerie en 1879, aux nos 48 à 50[3].